# Edelsitz Zell
Der Edelsitz Zell, auch Tannböckhof genannt, lag in der Gemeinde Bad Zell im Bezirk Freistadt des Landes Oberösterreich.

## Geschichte
Im Jahr 1261 ist der „Hof daz Zelle“ bezeugt, wobei die Bezeichnung „Zelle“ von einer schon zuvor bestehenden Mönchszelle außerhalb einer Mönchsgemeinschaft herrührt.
1322 werden ein Tanpekchhoff und 1492 wieder der Sicz zu Czell genannt. Ein Jörg Tannböck war Burggraf zu Reichenstein. 1362 wurde er durch den Bischof von Regensburg mit dem Hof belehnt. Der Tannböckhof wurde 1477 vom Landesfürsten vergeben und galt seitdem als Edelsitz. Auch 1538 wurde der Tanpekhhoff zu Zell erwähnt. Hillebrant Jörger von Prandegg kaufte den Hof und den Markt 1536 vom Bistum Regensburg. Die Grundstücke des Meierhofes wurden an die Bürger des Marktes „verstockt“ (d. h. aufgeteilt und einzeln verkauft). 
Der Edelsitz wurde 1642 als unbewohnbar bezeichnet, 1771 er als Hofkasten verwendet und 1790 schließlich abgetragen. An seiner Stelle wurden zwei Markthäuser errichtet. 

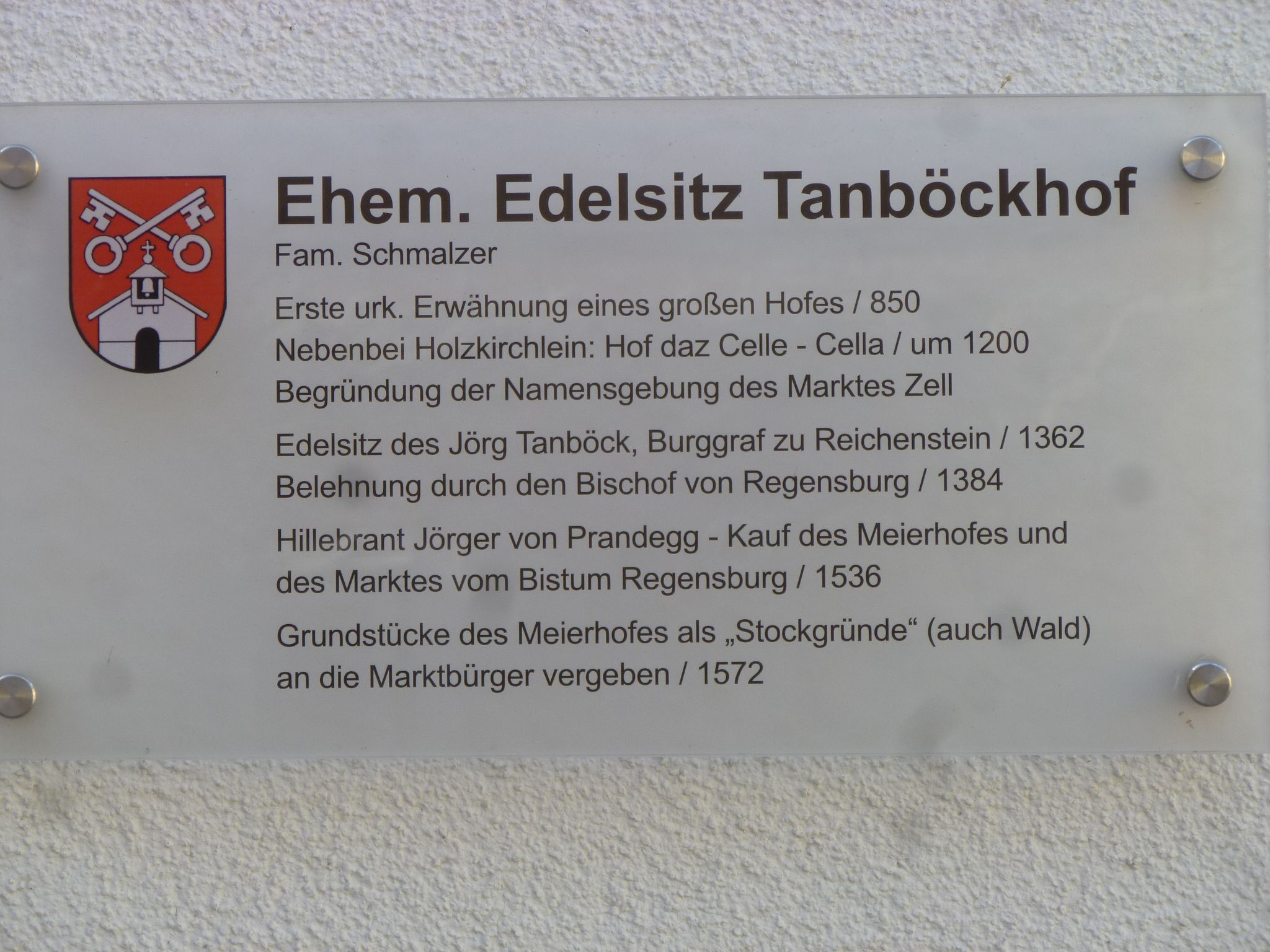
Infotafel zum Tannböckhof
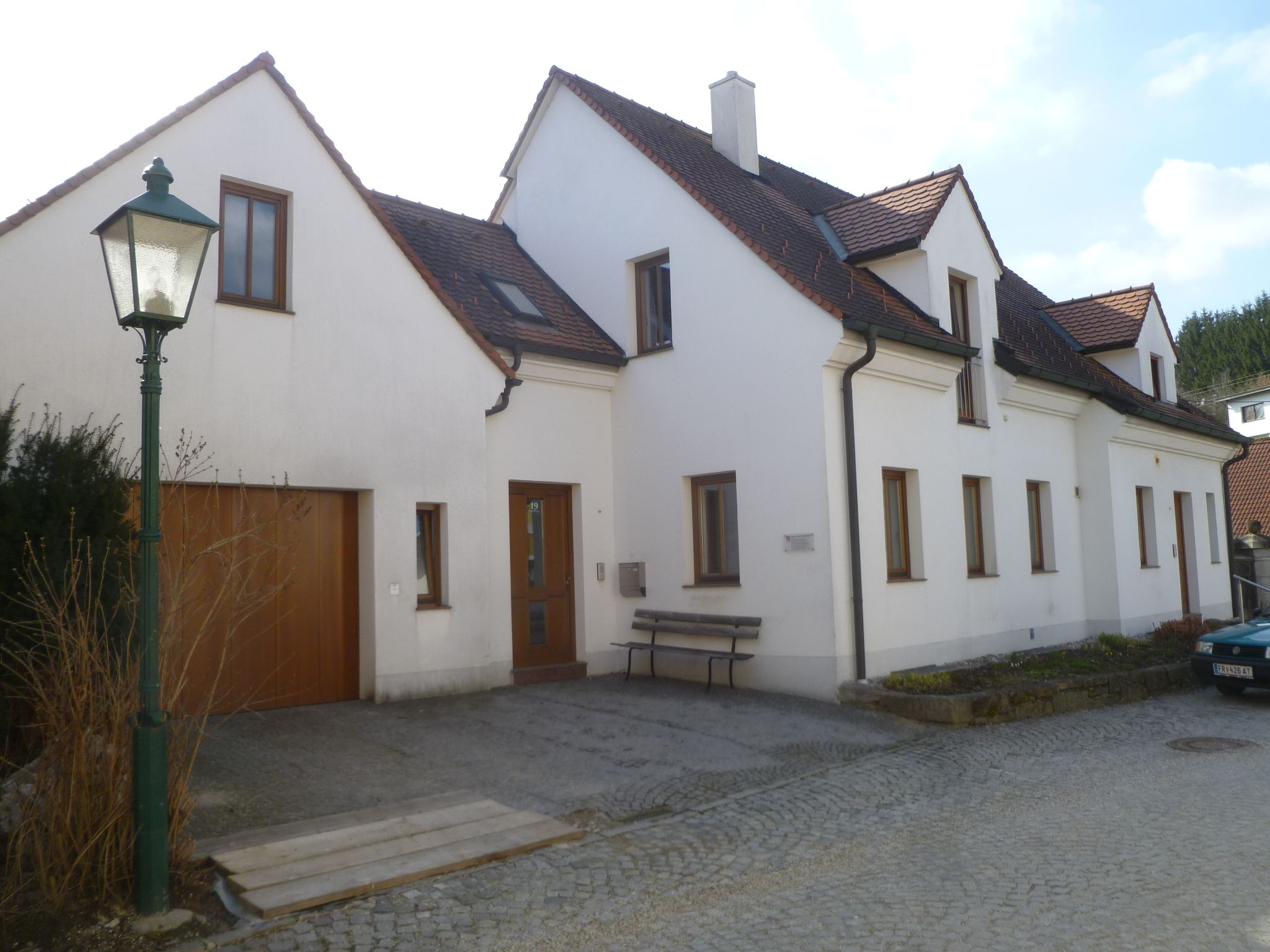
Eines der heutigen Markthäuser am Ort des einstigen Tannböckhofs